# Hénon
Hénon (bret. Henon) – miejscowość i gmina we Francji, w regionie Bretania, w departamencie Côtes-d’Armor.
Według danych na rok 1990 gminę zamieszkiwało 1740 osób, a gęstość zaludnienia wynosiła 43 osoby/km² (wśród 1269 gmin Bretanii Hénon plasuje się na 362. miejscu pod względem liczby ludności, natomiast pod względem powierzchni na miejscu 143.).